# フェニルケトン尿症
フェニルケトン尿症 （、英: phenylketonuria） とは、先天的な酵素（または補酵素）の異常によって、フェニルアラニンの代謝が阻害され起こる疾病である。頭字語のPKUで呼ばれることもある。12q22-q24.1に位置する、phenylalanine hydroxylase（フェニルアラニン水酸化酵素）遺伝子の異常によって発症する。

## 概要
フェニルアラニンヒドロキシラーゼの反応（フェニルアラニンからチロシンが生じる反応）における酵素または補酵素の機能的欠損によるフェニルアラニンの蓄積とその副産物の生成が原因で起こり、早期に適切な治療を行わない場合、発達遅延などの神経症状を発症する。
日本では新生児約8万人に1人の割合で起こり、先天性のアミノ酸代謝異常症の中では最も多い。日本では現在、全ての新生児に対し当疾患のスクリーニング（新生児マススクリーニング）を行い、早期治療に役立てている。2015年7月1日に「指定難病」に指定された。

## 代謝の流れ

### フェニルアラニンヒドロキシラーゼ反応
チロシンは非必須アミノ酸であるが、これはフェニルアラニンから生合成できるためである（フェニルアラニンは必須アミノ酸）。フェニルアラニンのベンゼン環にヒドロキシル基が付加されるこの反応では、2つの酵素の活性が必要となる。
- フェニルアラニンヒドロキシラーゼ
- ジヒドロビオプテリンレダクターゼ

フェニルアラニンヒドロキシラーゼは、この反応の主たる酵素であるが補酵素としてテトラヒドロビオプテリン(BH4)を必要とする。このBH4はフェニルアラニンをチロシンとすると、ジヒドロビオプテリン(BH2)となる。このBH2は次のフェニルアラニンヒドロキシラーゼ反応を起こすためには還元されBH4とならなければならない。そのための酵素として、ジヒドロビオプテリンレダクターゼが存在する。
このように上記2つの酵素活性が関係してくる。

### 酵素・補酵素・その他のタンパクの欠損
フェニルケトン尿症は次のタイプに分けることができる。
1. フェニルアラニンヒドロキシラーゼの欠損
2. フェニルアラニンヒドロキシラーゼ輸送体の欠損
3. テトラヒドロビオプテリンシンターゼの欠損
4. テトラヒドロビオプテリンシンターゼ輸送体の欠損
5. ジヒドロビオプテリンレダクターゼの欠損

このうち、1は古典的フェニルケトン尿症と呼ばれる。2〜5はかつては治療と診断が不可であったため重症フェニルケトン尿症と呼ばれていた時代もある。これらはビオプテリン代謝異常症と呼ばれる。

### 副産物の生成
フェニルアラニンはチロシンとなって消費されないと蓄積し、普段活性の無いフェニルアラニントランスアミナーゼ活性が高まり、フェニルピルビン酸となる。フェニルピルビン酸はさらに代謝されてフェニル乳酸やフェニル酢酸、フェニルグルタミン酸となる。これらが血液脳関門の発達の悪い乳幼児期に蓄積すると、アミノ酸の細胞内へ輸送が阻害されるために、特に大脳の神経細胞が正常に成長できなくなる。これが致命的となり、治療が行われないと精神遅滞をきたす。

## 症状
前項で述べたように精神遅滞があげられる。また、チロシンから誘導される甲状腺ホルモンやメラニン、カテコールアミンの不足による各症状が起こる。具体的には、甲状腺ホルモンの不足によって原発性甲状腺機能低下症、メラニンが不足すると頭髪や皮膚の色が薄くなり、カテコールアミンが欠乏することで神経症状も呈する。ただし、チロシンは食事中から摂取できるためこれらの症状があらわれないこともある。

## 診断
フェニルアラニン誘導体を大量に含む尿となるので、ネズミの尿のようなにおいを放つ。
現在の日本では、血液を用いた新生児マススクリーニングで血中フェニルアラニンの高値が認められた場合、精密検査となり、BH4負荷テストによってビオプテリン代謝異常症と見分ける。BH4負荷テストは、BH4を大量に与えたときに血中のフェニルアラニンが一定量以上減少するかどうかをみるもので、古典的フェニルケトン尿症では減少がみられないが、ビオプテリン代謝異常症では減少する。

## 治療
フェニルアラニンの血中濃度が低いまま維持されれば、正常に発育する。

### 古典的フェニルケトン尿症
現在、根治する方法は無い。しかしながら、原因が判明しているので低フェニルアラニン食を血中濃度と照らし合わせながら続ける対症療法が行われる。具体的には、フェニルアラニンを含まない特殊な栄養ミルクと、フェニルアラニンのもととなる蛋白質を含む一般の食事とを、厳密な計算のもと過不足なく摂取する（フェニルアラニンは必須アミノ酸であるため、一般の食事蛋白をゼロにはしない。コントロール下であれば、母乳も摂取可能である）。治療は生後できるだけ早期に開始し、特に、脳が発達中の乳児期から小児期は厳密にコントロールする。最近は、脳の発達が終わった後も、生涯治療を継続することが望ましいとされるようになってきた。
血中フェニルアラニン濃度の管理に注意しなければならないが、早期治療によって精神遅滞などは防ぐことができ、健常者と同様な生活を送ることができる。

### ビオプテリン代謝異常症
これも古典的フェニルケトン尿症と同じく対症療法のみである。テトラヒドロビオプテリンの摂取を続けることで、血中のフェニルアラニンは低下する。

## 関連人物
- 村田敏郎